# J̇
La J con punto (Mayúscula: J̇ minúscula: j), es un letra adicional latino utilizada como letra en la ortografía vasco de Sabino Arana Goiri en siglo XIX. Se forma a partir de la letra J con un punto, tanto en minúscula como en mayúscula.

## Codificación
La J con punto se puede representar con los siguientes caracteres unicode:
| Forma     | Representación | Puntos de código | Descripción                        |
| --------- | -------------- | ---------------- | ---------------------------------- |
| Mayúscula | J̇              | U+004A U+0307    | Letra mayúscula latina J̇ con punto |
| Minúscula | j              | U+006A           | Letra minúscula latina j con punto |